# Cristóbal de Olid
Cristóbal de Olid (Linares, 1487 – Naco, 1524) fu un avventuriero, conquistador e ribelle spagnolo che giocò un ruolo fondamentale nella conquista di Messico ed Honduras.

## Biografia

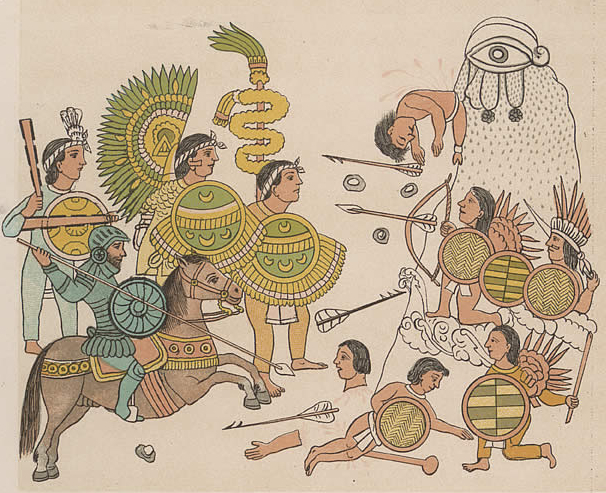
Olid guida la conquista di Jal-ixco (Jalisco), 1522. Opera di Lienzo de Tlaxcala.

Nato a Linares, Olid crebbe in casa del governatore di Cuba, Diego Velázquez de Cuéllar. Nel 1518 Velázquez inviò Olid a sostituire Juan de Grijalva, ma sulla strada un ciclone distrusse la nave di Olid, che dovette tornare a Cuba. Il 10 gennaio 1519 Olid salpò con la flotta di Hernán Cortés, prendendo parte alla conquista del Messico. Combatté l'8 luglio nella battaglia di Otumba, partecipando anche alla campagna contro i Taraschi, che si dimostrarono tenaci a causa dell'uso che facevano delle armi in ferro, che gli Aztechi ignoravano.
Durante l'assedio di Tenochtitlán, Olid litigò con Pedro de Alvarado, e si rifiutò di aiutarlo nell'attacco sulle strade rialzate che portavano in città. Questo rifiuto portò ad una sonora sconfitta per gli spagnoli, ed Olid fuggì a Coyohuacan. Mentre si trovava in Messico sposò una donna tlaxcalteca.
Nel 1522 Olid guidò i soldati spagnoli insieme agli alleati di Tlaxcala alla conquista di Jalisco e Colima nel Messico occidentale.
Nel 1523 Cortés nominò Olid a capo di una spedizione che avrebbe dovuto conquistare l'Honduras ma, durante un rifornimento a L'Avana, Olid (su suggerimento di Velázquez) dichiarò la propria indipendenza dalla Nuova Spagna , decidendo di conquistare l'Honduras da solo. Sbarcando a Puerto Caballos, in breve prese possesso di tutto l'Honduras. Il 3 maggio 1524 fondò l'insediamento di Triunfo de la Cruz. Quando Cortés seppe della ribellione di Olid, mandò Francisco de las Casas a combatterlo , con due navi. Nonostante entrambe le navi fossero distrutte da una tempesta e molti soldati si unissero al gruppo di Olid, Las Casas sconfisse Olid in battaglia catturandolo.
Esistono numerose versioni della morte di Olidò Bernal Díaz del Castillo afferma nel suo Historia verdadera de la conquista de la Nueva España che Las Casas lo fece decapitare a Naco, mentre Antonio de Herrera y Tordesillas scrisse che i soldati dello stesso Olid si ribellarono uccidendolo.